# 우주괴인 왕마귀
《우주괴인 왕마귀(宇宙怪人 王魔鬼)》는 1967년 6월 30일에 개봉된, 대한민국의 권혁진 감독의 영화 작품이다. '1960년대 중후반의 대한민국의 원조 SF 영화 작품'으로 일컬어진다. 개봉 당시 '한국 최초의 괴물 영화'로 선전되었다. 감독은 권혁진, 기술감독은 변순제가 담당하였다.

## 줄거리
감마성에서 내려 보낸 왕마귀라는 괴물이 200배(또는 500배)로 커지면서 서울을 파괴한다. 사람들은 피난하고, 주인공인 오소령(오정환 공군 소령)은 전투기로 괴인을 공격한다. 지구 문명은 외계의 괴인 앞에 속수무책이지만, 용감한 걸인 소년이 괴인을 물리치는 데 큰 공을 세운다. 괴인(왕마귀)은 판문점에서 최후를 맞이하나, 시민들은 큰 피해를 입는다.

## 출연

### 주연
- 남궁원 : 공군 소령 오정환 역
- 김혜경 : 오정환 공군 소령의 여자친구 안희 역
- 한은진 : 안희의 모친 한내숙 역

## 기타 스태프
- 기술 감독: 변순제
- 조명 감독: 강용신
- 미술 감독: 송백규

## 평가
《대괴수 용가리》와 함께 괴수영화로서의 가능성을 향한 시도로 평가되었다.

## 기타
1967년 6월말 전국에서 개봉되었으며, 같은 해에 개봉한 《대괴수 용가리》와 경쟁 관계에 있었다. 오히려 《대괴수 용가리》가 대한민국과 영국령 홍콩과 일본의 3대 합동적인 제작이거니와 일본의 기술을 도입한 데 비해 《우주괴인 왕마귀》는 대한민국 국내의 기술만을 사용하였다고 보도되었다.

## 같이 보기
- 《대괴수 용가리》 (1967년)